# Lytocarpia acuta
Lytocarpia acuta is een hydroïdpoliep uit de familie Aglaopheniidae. De poliep komt uit het geslacht Lytocarpia. Lytocarpia acuta werd in 1923 voor het eerst wetenschappelijk beschreven door Stechow. 